# Chart Korbjitti

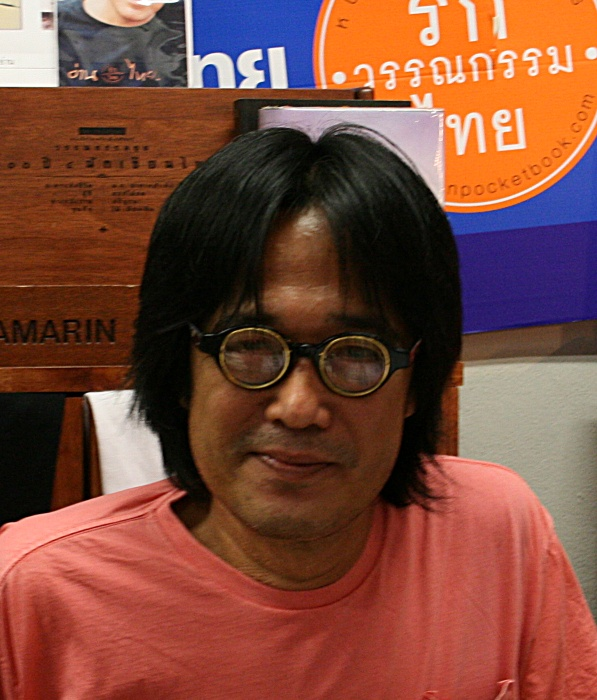
Chart Korbjitti

Chart Korbjitti (thai: ชาติ กอบจิตติ) ( n. 25 iunie, 1954 în Samut Sakhon) este un scriitor thailandez.